# Sarah Perry
Sarah Grace Perry (Chelmsford, 28 novembre 1979) è una scrittrice britannica.

## Biografia
Nata a Chelmsford nel 1979, ha conseguito un dottorato di ricerca alla Royal Holloway sotto la supervisione dello scrittore Andrew Motion.
Vincitrice nel 2004 del Shiva Naipaul Memorial prize, nel 2014 ha esordito nella narrativa con il romanzo After Me Comes the Flood ben recensito dall scrittore John Burnside.
Ammessa nel 2018 alla Royal Society of Literature a seguito dell'iniziativa "40 Under 40", nel 2022 il romanzo Il serpente dell'Essex è stato trasposto nell'omonima serie televisiva per la regia di Clio Barnard.

## Opere

### Romanzi
- After Me Comes the Flood (2014)
- Il serpente dell'Essex (The Essex Serpent , 2016), Vicenza, Neri Pozza, 2017 traduzione di Chiara Brovelli ISBN 978-88-545-1470-6.
- La maledizione di Melmoth (Melmoth), Vicenza, Neri Pozza, 2018 traduzione di Massimo Ortelio ISBN 978-88-545-1746-2.
- Illuminazione (Enlightenment), Vicenza, Neri Pozza, 2024, traduzione di Anna Mioni. ISBN 978-88-545-3157-4.

### Saggi
- Sfacciate: in difesa delle ragazze dell'Essex e di tutte le donne sfrontate e sovversive del mondo (Essex Girls, 2020), Vicenza, Neri Pozza, 2021 traduzione di Chiara Brovelli ISBN 978-88-545-2343-2.

## Adattamenti televisivi
- Il serpente dell'Essex (The Essex Serpent), miniserie TV (2022)